# Richardson Glacier
Richardson Glacier är en glaciär i Antarktis. Den ligger i Västantarktis. Argentina, Chile och Storbritannien gör anspråk på området. Richardson Glacier ligger 1 472 meter över havet.
Terrängen runt Richardson Glacier är platt västerut, men österut är den kuperad. Trakten är obefolkad. Det finns inga samhällen i närheten.